# ارن دیوید میلر
اَرِن دیوید میلر، تحلیلگر، نویسنده و مذاکره کننده آمریکایی خاورمیانه است. او یکی از اعضای پیوسته ارشد موقوفه کارنگی برای صلح بین‌المللی است که بر سیاست خارجی ایالات متحده تمرکز دارد. او قبلاً نایب رئیس‌جمهور برای ابتکارات جدید در مرکز بین‌المللی دانشوران وودرو ویلسون بود و مشاور وزیران امور خارجه جمهوری‌خواه و دموکرات بوده‌است. او یک تحلیلگر امور جهانی برای سی ان ان است.
میلر به مدت ۲۴ سال (۱۹۷۸–۲۰۰۳) برای وزارت امور خارجه ایالات متحده کار کرد. بین سال‌های ۱۹۸۸ و ۲۰۰۳، میلر به عنوان مشاور در مذاکرات اعراب و اسرائیل در ۶ وزیر امور خارجه فعالیت کرد و در تلاش‌های آمریکا برای میانجی‌گری توافق‌نامه‌هایی بین اسرائیل، اردن، سوریه و فلسطینی‌ها شرکت کرد. او در ژانویه ۲۰۰۳ وزارت امور خارجه را ترک کرد و به عنوان رئیس سازمان جوانان بین‌المللی بذرهای صلح که در سال ۱۹۹۳ تأسیس شد، فعالیت کرد. در ژانویه ۲۰۰۶، میلر به مرکز بین‌المللی وودرو ویلسون برای محققان در واشینگتن دی سی، ابتدا به عنوان محقق سیاست عمومی، و بعد به عنوان نایب رئیس برای ابتکارات جدید پیوست. در سال ۲۰۱۴، میلر پنجمین کتاب خود را با عنوان پایان عظمت: چرا آمریکا نمی‌تواند (و نمی‌خواهد) رئیس‌جمهور بزرگ دیگری داشته باشد، منتشر کرد.

## پیش زمینه
میلر در یک خانواده یهودی در کلیولند، اوهایو زاده شد. او پسر ارشد دکتر روث (نام خانوادگی راتنر) و ساموئل اچ. میلر بود. او در دبیرستان شیکر هایتس تحصیل کرد و در سال ۱۹۶۷ فارغ‌التحصیل شد. میلر با همسرش لیندسی زندگی می‌کند. آنها دو بچه دارند.

## تحصیلات
میلر کار خود را در مقطع کارشناسی در دانشگاه تولین آغاز کرد و یک ترم را در دانشگاه وارویک در یک برنامه تبادل دانشجوی افتخاری تاریخ گذراند و نهایتاً از دانشگاه میشیگان با مدرک لیسانس در سال ۱۹۷۱ فارغ‌التحصیل شد. میلر با ادامه تحصیل در مقطع کارشناسی ارشد در تاریخ جنگ داخلی آمریکا، رشته خود را به دیپلماسی خاورمیانه و آمریکا تغییر داد و از ۱۹۷۳ تا ۱۹۷۴ در اورشلیم به تحصیل عربی و عبری پرداخت. دکترای خود را به پایان رساند. در سال ۱۹۷۷ پایان‌نامه او، جستجوی امنیت: نفت عربستان سعودی و سیاست خارجی آمریکا، ۱۹۳۹–۱۹۴۹ توسط انتشارات دانشگاه کارولینای شمالی در سال ۱۹۸۰ و در جلد رقعی در سال ۱۹۹۱ منتشر شد.

## کتابشناسی

### کتاب‌ها
- Search for Security: Saudi Arabian Oil and American Foreign Policy, 1939–1949 (Paperback, University of North Carolina Press, 1991) شابک ‎۹۷۸-۰-۸۰۷۸-۴۳۲۴-۶
- PLO: Politics of Survival (Paperback, Praeger Press, 1983) شابک ‎۹۷۸-۰-۲۷۵-۹۱۵۸۳-۴
- The Arab States and the Palestine Question: Between Ideology and Self-Interest (Paperback, گروه انتشاراتی گرینوود،  ۱۹۸۶) شابک ‎۹۷۸-۰-۲۷۵-۹۲۲۱۶-۰
- The Much Too Promised Land: America’s Elusive Search for Arab-Israeli Peace (Hardcover, Bantam Books, 2008) شابک ‎۹۷۸-۰-۵۵۳-۸۰۴۹۰-۴
- The End of Greatness: Why America Can't Have (and Doesn't Want) Another Great President (Hardcover, Palgrave Macmillan, 2014) شابک ‎۹۷۸-۱-۱۳۷-۲۷۹۰۰-۲